# Mark Henry

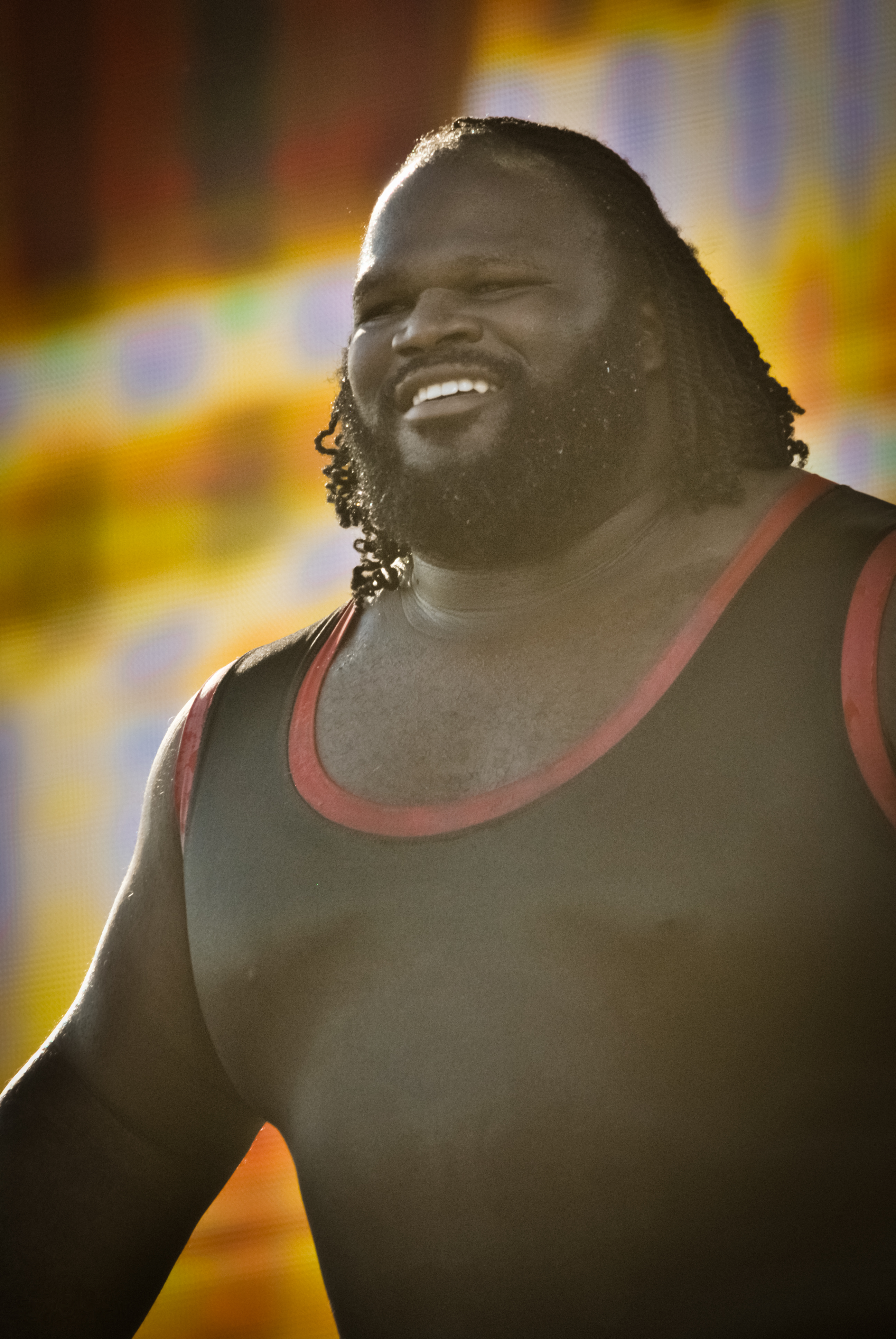
Mark Henry, 2010

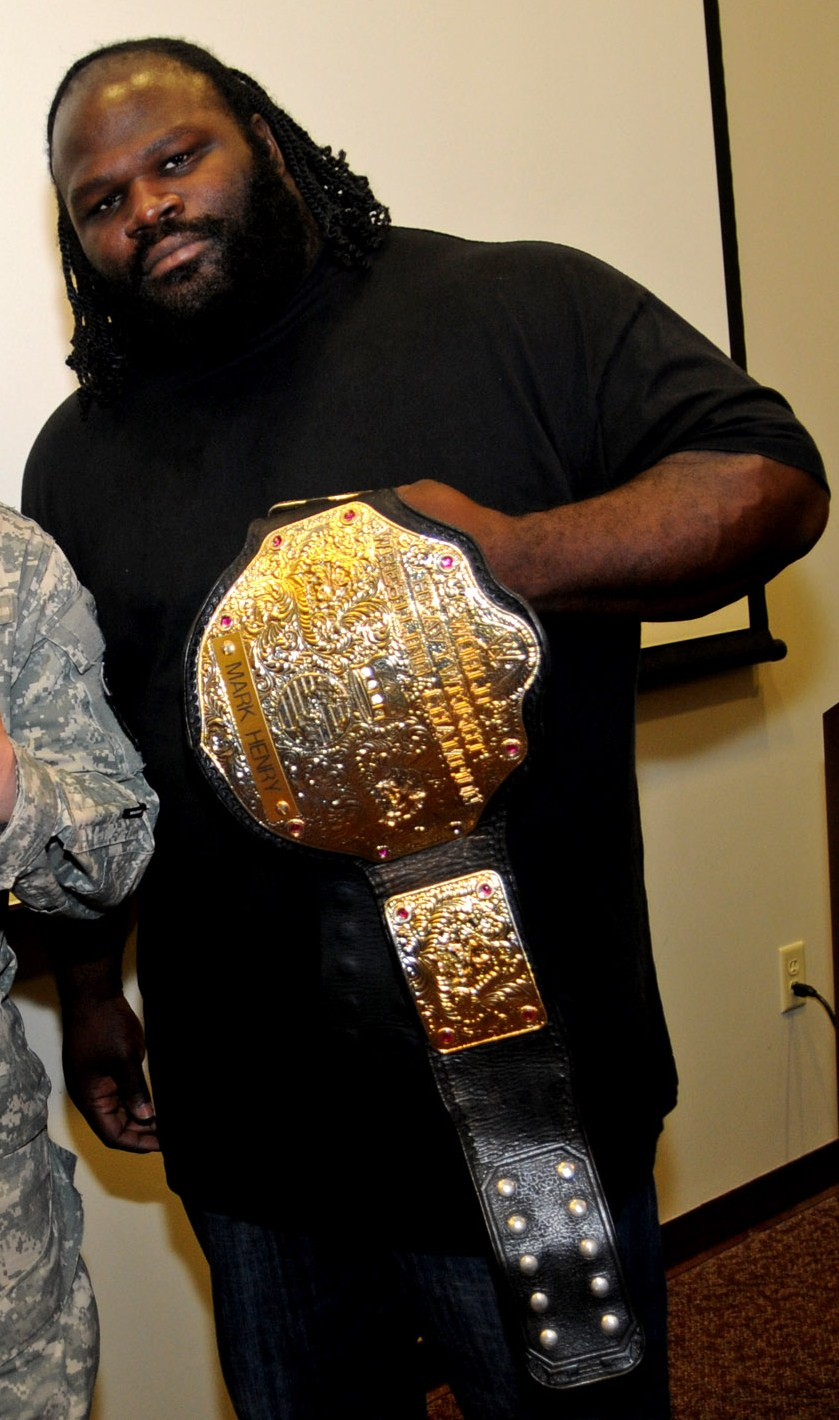
WHC bajnok, 2011

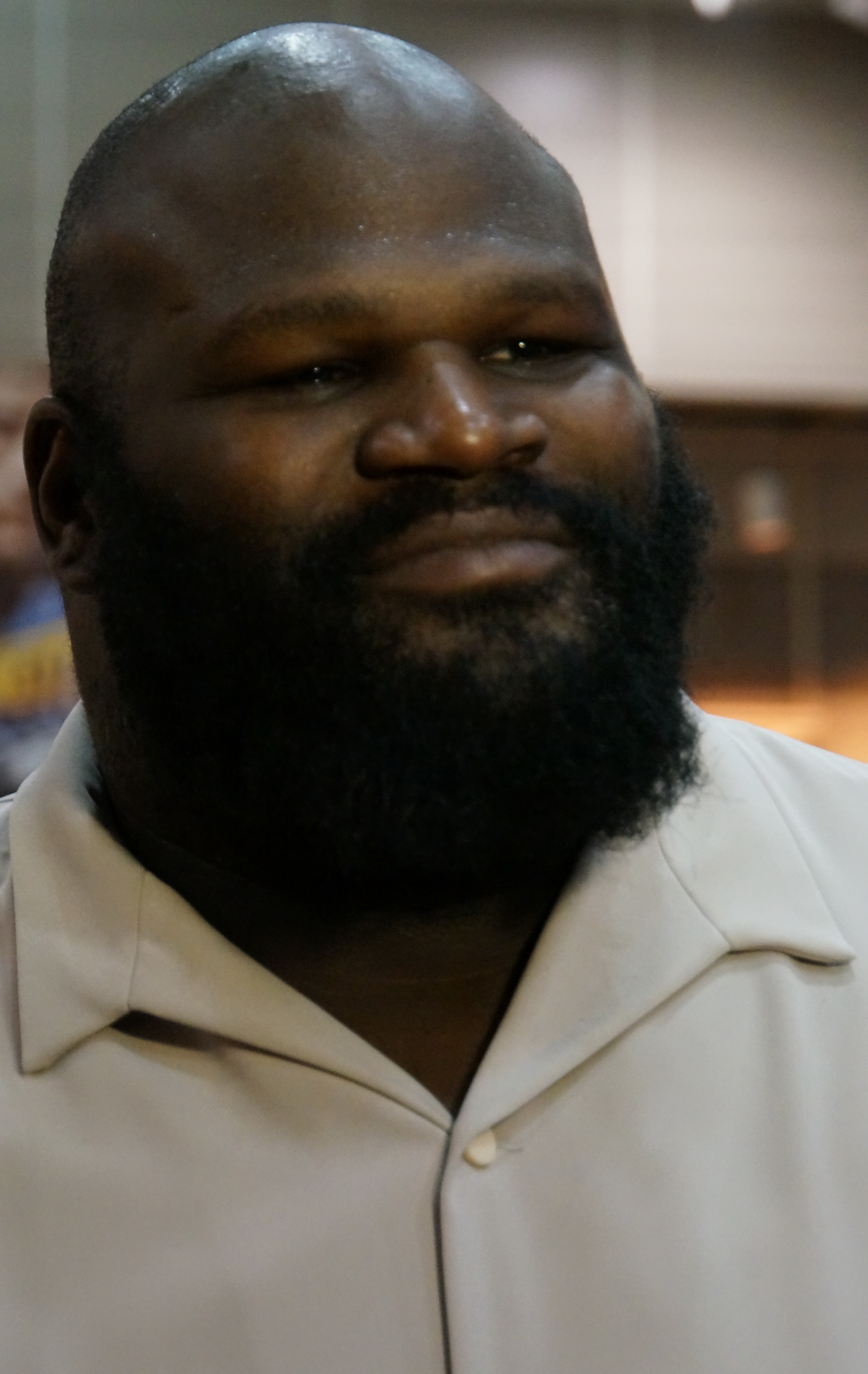
Mark Henry 2014-ben

Mark Jerrold Henry (ismertebb nevén Mark Henry) (Silsbee, Texas, 1971. június 12. –) amerikai erőemelő, olimpiai súlyemelő, profi birkózó és profi pankrátor. Kétszeres olimpikon volt 1992-ben és 1996-ban; valamint 1995-ben ezüst, arany és bronzérmes volt a Pánamerikai Játékokon. 1995-ben a WDFPF erőemelő világbajnoka lett. Ezen felül kétszeres amerikai erőemelő országos bajnok, háromszoros US National súlyemelő bajnok, valamint kétszeres U.S. Olympic Festival bajnok volt. 2002-ben megnyerte az első Arnold Classic Strongman versenyt. 1996-ban csatlakozott a WWE-hez, ahol egyszeres Európa bajnok (1999), egyszeres ECW bajnok (2008) és egyszeres nehézsúlyú bajnok (2011) lett.

## Pankrátor karrier
Debütálása a WWF-ben 1996. március 11-én volt, a RAW-on. Eközben az 1996-os nyári olimpián is versenyzett, ám a WWF támogatta őt, s ezért 10 éves szerződést írt alá velük. Első viszálya  Jerry Lawler ellen volt, akivel többször összecsapott. Ezután tagja lett a Nation Of Dominatin csapatnak. Legfőbb ellenségük The Rock volt, akivel többek között a WrestleMania XIV-en is megmérkőztek. 1999. augusztus 22-én, a SummerSlam-en segített Jeff Jarrett-nek megnyerni az interkontinentális címet, aki hálája jeléül másnap odaadta neki a WWF Európa bajnoki övet. Címét egy hónappal később, szeptember 26-án vesztette el D'Lo Brown ellen az Unforgiven rendezvényen.
2000-ben az Ohio Valley Wrestling (OVW)-hez került továbbképzésre. Itt összeállt Nick Dinsmore-al, akivel 2001-ben a Tag Team bajnoki övért versenyeztek. Időközben édesanyja meghal, és ez nagyon megviselte őt. Több hónapos kihagyás után erőemelő versenyeken vesz részt. 2002-ben megnyeri az első Arnold Classic Strongman versenyt (plusz fődíjként 10 ezer amerikai dollárt és egy Hummer-t), s ezzel ő lesz a világ legerősebb embere. 2002-ben visszatér a WWE-be. A SmackDown csapatában folytatja tovább karrierjét. Booker T, Goldberg és Shawn Michaels ellen kezdett el rivalizálni, akikkel többször összecsapott. 2004 februárjában lesérül, majd műtéten esik át. Újra az Ohio Valley Wrestlingbe megy, majd 2005. december 30-án visszatér a SmackDown-ban. Megtámadja Rey Mysterio-t és Batista-t a Tag Team bajnoki meccsen. Batistával ezután többször összecsap a WHC bajnoki címért, ám nem sikerül megszereznie. A 2006-os Royal Rumble-n bekerült a fináléba, ám Kurt Angle kiejti őt. Április 2-án, a WrestleMania 22-n az Undertaker ellen csapott össze egy "koporsó meccsen", ám veszített. Ezt követően Kurt Angle-el folytatta viszályát, majd júliusban ismét lesérült. Egy újabb műtét és 10 hónapos kihagyást követően 2007. május 11-én tér vissza, a SmackDown-ban. Egy rövid viszályt kezdett Kane ellen, majd ezután megint az Undertaker-t vette célkeresztbe, akivel többször összecsapott. Decemberben összeállt Big Daddy V-el, és Tag Team meccset vívtak CM Punk és Kane ellen. 2008 márciusában részt vett a WrestleMania XXIV-en, egy 24 emberes Battle Royal meccsen, ám a fináléban Kane kiejtette őt. 2008. június 29-én, a Night of Champions-on legyőzte Kane-t és Big Show-t egy "triple threat" meccsen, így ő lett az új ECW bajnok. Az övet Matt Hardy vette el tőle, szeptember 7-én, az Unforgiven-en. Októberben a No Mercy-n megpróbálta visszaszerezni, ám nem sikerült neki. Ezután Finlay ellen kerül viszályba. 2009-ben csapatot alapít Montel Vontavious Porter-el, később pedig Evan Bourne-el, ám a Tag Team bajnoki címet nem sikerül megszerezniük. 2011-ben a WHC övet helyezi célkeresztbe. Több sikertelen próbálkozás után szeptemberben végül legyőzi Randy Orton-t, s így ő lesz az új WHC bajnok. A címet ezután többször megvédi Orton és a Big Show ellen. Decemberben a TLC-n ismét megmérkőzik a Big Show-al, ám ezt már nem sikerül megnyernie, és elbukja az övet. Ezután CM Punk-al és Sheamus-el harcol, a Wrestlemania 29-en pedig Ryback-el csap össze. 2013 nyarán megtámadja John Cena-t, így egy új viszály veszi kezdetét közöttük; azonban augusztus végén lesérül. November 24-én tér vissza (immár leborotvált, kopasz fejjel) a Survivor Series-en, ahol Ryback-al csap össze. Ezután Brock Lesnar-al keveredik összetűzésbe, aki miatt ismét lesérül. 2014-ben a United States bajnoki övet szerette volna megszerezni. Emiatt Dean Ambrose-al és Rusev-el többször összecsapott, ám nem sikerült megnyernie. Októberben megtámadja a Big Show-t, majd beáll a Vezetőség (The Authority) csapatába. Kis kihagyás után 2015. március 12-én visszatér, majd részt vesz az interkontinentális övért folyó harcban az Elimination Chamber-en, de vereséget szenved. 2016 januárjában részt vett a Royal Rumble meccsen, illetve áprilisban az André the Giant Battle Royal meccsen, de mindkettőt elveszítette. 2016. július 19-én a WWE Draft miatt Henry átkerült a RAW versenyzői közé. Októberben Henry szövetkezett R-Truth-al és Goldust-al, hogy együttes erővel nézzenek szembe Titus O'Neil-al és a The Shining Stars (Primo és Epico) csapatával.

## Eredményei

### Súlyemelés
Pánamerikai Játékok
- 1995: Super heavyweight (+ 108 kg), ezüstérem.
- 1995: Super heavyweight (+ 108 kg), aranyérem.
- 1995: Super heavyweight (+ 108 kg), bronzérem.

Arnold Classic Strongman
- 2002.02.23.: 1. helyezés.

Olimpia
- 1992: USA képviseletében, a Barcelonában megrendezett Olimpián a 10. helyen végzett, 21 évesen.
- 1996: USA súlyemelés csapat kapitányaként, az Atlantában megrendezett Olimpián a 14. helyen végzett, 25 évesen.

### Pankráció
WWF European Championship (1x)
- 1999.08.23.: Raw is War-on Jeff Jarrett adta át neki.

ECW Championship (1x)
- 2008.06.29.: Kane és Big Show ellen nyert a Night of Champions-on.

World Heavyweight Championship (1x)
- 2011.09.18.: Randy Orton-t legyőzte a Night of Champions-on.

## Bevonuló zenéi
- "Power" előadó: Jim Johnston (1998-ban, a Nation of Domination csapattagjaként)
- "Sexual Chocolate" előadó: Stevan Swann, szerző: Jim Johnston (1998–2000, 2010. november 15.)
- "The Wall" előadó: Heet Mob
- "Some Bodies Gonna Get It" előadó: Three 6 Mafia (2006. május 21. – napjainkig)

## Magánélete
Henry a texasi Austinban él feleségével Jana-val, fiával Jacob-al, és lányával Joannával. Van egy bátyja, Pat. Henry egy Hummer típusú gépjárművet vezet, amit 2002-ben nyert az Arnold Classic Strongman versenyen.

## Ajánlott oldalak
- World Heavyweight Championship title history
- ECW Championship title history
- European Championship title history

## Fordítás
- Ez a szócikk részben vagy egészben  a   Mark_Henry című angol Wikipédia-szócikk fordításán alapul.  Az eredeti cikk szerkesztőit annak laptörténete sorolja fel. Ez a jelzés csupán a megfogalmazás eredetét és a szerzői jogokat jelzi, nem szolgál a cikkben szereplő információk forrásmegjelöléseként.